# エピック・エアクラフト
エピック・エアクラフト（Epic Aircraft）はアメリカ合衆国のオレゴン州のベンドを拠点とする航空機メーカー。

## 概要
2004年に設立され、主にホームビルト機の軽飛行機を開発していたが、2013年以降はホームビルト機の販売からは撤退して、1機種のみ型式証明を取得して量産される。リーマンショックの煽りをうけて資金繰りが悪化したため、2009年に破産して連邦倒産法第11章が適用されて資産は2010年に中航通用飛機によって買収された。一部の機種は既に飛行試験の段階で数機種が開発中だったが、開発延期または中止になり、一部の機種の開発が続行されている。2012年3月にはロシアのエンジニアリング・ホールディングへ売却された。

## 機種
- エピック LT Dynasty（英語版） - 量産された単発ターボプロップ式ホームビルト機
- エピック ヴィクトリー（英語版） - 量産が延期された単発式超軽量ジェット機の試作機
- エピック E1000（英語版） - エピック LT Dynastyの型式証明を取得した機種で試作段階
- エピック エスケープ - エピック LTの小型版
- エピック エリート - 双発超軽量ジェット機の試作機

## リンク
- 公式ウェブサイト
- エピック・エアクラフト (@epicaircraft) - X（旧Twitter）
- エピック・エアクラフト (epicaircraft) - Facebook